# Dūzkand
Dūzkand (persiska: دوزكند) är en ort i Iran.   Den ligger i provinsen Zanjan, i den nordvästra delen av landet, 300 km väster om huvudstaden Teheran. Dūzkand ligger 1 544 meter över havet och antalet invånare är 725.
Terrängen runt Dūzkand är lite bergig. Runt Dūzkand är det ganska glesbefolkat, med 47 invånare per kvadratkilometer. Närmaste större samhälle är Chāy Yerlū, 9,7 km öster om Dūzkand. Trakten runt Dūzkand består i huvudsak av gräsmarker.